# Bartolomeo Campomenoso
Bartolomeo Campomenoso (Antwerpen, 23 maart 1597 – Aartselaar, 26 april 1670) zoon van Cypriano Campomenoso en Constantia Invrea en gehuwd met Maria Gridolphi, was een Vlaamse koopman, bankier en priester. Hij was heer van Cauwerborgh, Hysselaer en Hillaer.

## Biografie[2]
Bartolomeo Campomenoso was een koopman in Antwerpen in de 17de eeuw. De familie was afkomstig uit Genua en behoorde tot de Italiaanse kolonie aanwezig in de Scheldestad. Bartolomeo was actief in de handel van diverse producten en voerde wisseloperaties uit aan het hoofd van de handelscompagnie geërfd van zijn vader Cipriano Campomenoso. Op 21 januari 1626 verwierf hij de Heerlijkheid van Kauwerburg in de regio Waasland, die zich over zeven dorpen uitstrekte: Temse, Baersele, Tielrode, Elversele, Lokeren, Smael en Haasdonck. Het beheer van de handelscompagnie werd een complete mislukking en Bartolomeo verkwiste heel snel de hele rijkdom door zijn vader vergaard. De pogingen om het patrimonium te redden door de aankoop van enkele glasblazerijen in Antwerpen en de leveringen van materiaal aan de Spaanse troepen in Vlaanderen hadden niet de gehoopte effecten. Vanwege de schulden werd Bartolomeo gedwongen naar zijn Heerlijkheid van Heysselaer in Aartselaar te verhuizen, en op 20 juni 1641 werd hij aldaar benoemd tot luitenant van de  valkeniers van Aartselaar en andere plaatsen tussen Lier en Antwerpen.
In 1655 legde Bartolomeo de geloften af en in 1655 werd hij tot priester gewijd.

## Verwijzingen
1. ↑  schepenakten van Aartselaar, volume 11, folio 30, 29 oktober 1670
2. ↑   Maggiore Luca, De Italiaanse kolonie te Antwerpen (1598-1648), Leuven, KUL. Faculteit letteren. Departement geschiedenis. Geschiedenis van de Nieuwe Tijd. Licentiaatsverhandeling, 1998.